# House of the Rising Sun
A House of the Rising Sun (magyarul: A felkelő nap háza) egy közismert amerikai népdal. Legismertebb feldolgozása a The Animals együttestől származik.

## Történet
Mint a legtöbb népballada esetén, A felkelő nap háza szövegének szerzője is ismeretlen. A 20. század első évtizedeiben a „felkelő nap háza” megnevezés az angol-amerikai kultúrában a bordélyházat jelentette. Az „Offbeat New Orleans” című útikalauz szerint a dalban szereplő ház a St. Louis Street 826-830 szám alatt állt 1862 és 1874 között, elnevezését a „madamról” kapta: Marianne LeSoleil Levant, akinek a vezetékneve felkelő napot jelent. Azonban semmi bizonyíték nincs arra vonatkozóan, hogy a szövegben leírt ház valóban létezett, vagy csupán a fantázia szüleménye, turisztikai marketingfogás.
Alan Lomax néprajzkutató Éneklő országunk (Our Singing Country) című, 1941-ben megjelent könyvében írja: „A felkelő nap háza” dallama egy tradicionális angol balladáé, szövegét a Kentucky állambeli Georgia Turner és Bert Martin írta. 1938-ban rögzítették először Roy Acuff előadásában, majd később lemezre vették többek között Lead Belly, Charlie Byrd, Woody Guthrie, The Weavers, Peter, Paul & Mary, Henry Mancini, Dolly Parton, David Allan Coe, John Fahey, Waylon Jennings, Tim Hardin, Buster Poindexter, Marianne Faithfull, Tracy Chapman, Eric Burdon, Muse, Frijid Pink, The Adolescents, Santa Esmeralda, a Geordie együttes, Bob Dylan, The Animals, Nina Simone, Dee Dee Bridgewater, Sinéad O’Connor, Miriam Makeba, Odetta és mások előadásában.
Az Amerikai Horror Story c. sorozatban a 3. évad előzeteseiben használták kísérő dalnak, Lauren O'Connell előadásában. (A Winter Song mellett.)

## Férfi vagy nő a „mesélő”?
Az énekes neme rugalmas. A dal régebbi változatát női szemszögből énekelték. Egy nő története, akit egy alkoholista/szerencsejátékos New Orleansig követ, és prostituált lesz belőle a Felkelő Nap Házában. Más változatban egy hasonló nevű börtön lakója lesz. Joan Baez debütáló albumán ezt a változatot hallhatjuk. A The Animals verziója férfi szemszögéből meséli a történetet, figyelmeztetve az italozás káros következményeire.

## Dalszöveg
There is a house in New Orleans

They call the Rising Sun,

And it's been the ruin of many a poor boy.

And God, I know I'm one.

My mother was a tailor.

She sewed my new blue jeans.

My father was a gamblin' man

Down in New Orleans.

Now the only thing a gambler needs

Is a suitcase and a trunk.

And the only time that he's satisfied

Is when he's on a drunk.

Oh mother tell your children

Not to do what I have done,

To spend your life in sin and misery

In the House of the Rising Sun.

With one foot on the platform

And the other foot on the train,

I'm going back to New Orleans

To wear that ball and chain.

There is a house in New Orleans

They call the Rising Sun,

And it's been the ruin of many young poor boys.

And god, I know I'm one.